# Якоб Ларсен
Якоб Ларсен (дан. Jacob Larsen, нар. 13 червня 1988) — данський веслувальник, срібний призер Олімпійських ігор 2016 року.

## Виступи на Олімпіадах
| Олімпіада           | Дисципліна           | Місце |
| ------------------- | -------------------- | ----- |
| Ріо-де-Жанейро 2016 | четвірки, легка вага | 2     |

## Зовнішні посилання
- Якоб Ларсен — олімпійська статистика на сайті Sports-Reference.com (англ.) (архівна версія)
- Профіль на сайті FISA.

1. ↑  Jacob Larsen